# 阿托·西尔维厄
阿托·西尔维厄（芬蘭語：Arto Sirviö，1962年1月6日—），芬兰男子冰球运动员，场上位置是前锋。他曾代表芬兰国家队参加1984年冬季奥林匹克运动会冰球比赛，获得第六名。